# Barbara Gonzague
Barbara Gonzague (11 décembre 1455 - 30 mai 1503), surnommée Barbarina ,, est une aristocrate italienne de la maison de Gonzague, par mariage comtesse (1474-1495) puis duchesse de Wurtemberg (1495-1496).

## Biographie
Née à Mantoue, elle est la huitième des onze enfants du marquis Louis III de Mantoue et de Barbara de Brandebourg-Kulmbach. Par son père, elle est la petite-fille du premier marquis de Mantoue, Jean-François de Mantoue, et de Paola Malatesta. Par sa mère, elle est la petite-fille du margrave Jean IV de Brandebourg-Kulmbach, surnommé l'Alchimiste, et de Barbara de Saxe-Wittenberg. Elle porte le nom de sa mère et de sa grand-mère maternelle .
Barbara reçoit une bonne éducation à la cour de ses parents : en plus de l'italien, elle apprend l'allemand ainsi que le latin et le grec, elle a aussi des connaissances en histoire et en littérature et s'intéresse à l'art et à la culture. En 1467, ses parents commencent à lui chercher un mari convenable et entament des négociations avec Christophe, héritier du margraviat de Bade-Bade, mais ils ne s'entendent pas sur le montant de la dot. En 1468, un mariage est envisagé avec Galéas Marie Sforza, duc de Milan, et en 1472 est également considéré le roi Casimir IV de Pologne, cependant, aucun de ces arrangements n'aboutit.
Finalement, sur la suggestion de son grand-oncle l'électeur Albert III Achille de Brandebourg, un mariage est arrangé avec le comte Eberhard V de Württemberg-Urach. Le mariage a lieu à Mantoue le 12 avril 1474. D'après le contrat de mariage, Barbara reçoit en dot 20000 florins (15000 sont payés immédiatement, et 5000 à l'arrivée de son mari), de riches robes et meubles, des bijoux, de l'argenterie d'une valeur de 9000 florins, une bibliothèque et des peintures .
Peu de temps après le mariage, le comte Eberhard V retourne dans ses domaines. Barbara le rejoint quelques mois plus tard, escortée par des gardes commandés par son frère Rodolphe de Castiglione. Le cortège se compose de deux chariots, quatre wagons à bagages, 217 chevaux et 30 bêtes de somme, et passe par Vérone, Trente, Innsbruck, le col de Fern et atteint Kempten le 28 juin, où Barbara est attendue par les envoyés de son mari. De là, le voyage continue de Memmingen, Ulm et Blaubeuren jusqu'à Urach. Dans la dernière partie du voyage, le comte Eberhard V rejoint le cortège, augmentant ainsi considérablement sa taille. 
Du 4 au 7 juillet 1474 au château d'Urach, rénové et agrandi pour cette occasion, et en présence de nombreux invités de haut rang, parmi lesquels les évêques de Constance, Spire et Augsbourg, l'électeur Albert III Achille de Brandebourg, Philippe Ier du Palatinat, Otto II de Palatinat-Mosbach et Charles Ier de Bade, des fêtes sont données en son honneur. Au total, 13 000 personnes visitent la ville pendant cette période.
Le 2 août 1475, Barbara donne naissance à une fille qui porte son nom, mais l'enfant ne vit que deux mois, mourant le 15 octobre et enterré dans la chartreuse de Güterstein. C'est la seule grossesse de Barbara. L'incapacité de donner naissance à un héritier est probablement la raison qui accentue sa tendance à la dépression. Déjà vers 1480, certaines mesures prises par Eberhard Ier montrent qu'il ne s'attend plus à produire des descendants légitimes.
En 1483, après l'unification de toutes les terres de la maison de Wurtemberg sous l'autorité d'Eberhard V, la cour déménage d'Urach à Stuttgart. 
Selon les contemporains, Barbara a une grande influence sur son mari. Le nouveau duc n'a aucune éducation formelle, mais est une personne très curieuse. Avant leur mariage, il a beaucoup voyagé, et a même fait un pèlerinage en Terre Sainte. Barbara, très instruite, lui fait découvrir l'art italien, la musique et la philosophie humaniste, et elle joue un rôle déterminant dans la fondation de l'Université de Tübingen en soutenant son mari dans la mise en œuvre de ce projet. Barbara a aussi un talent pour la politique, certainement hérité de sa mère. De plus, elle s'intéresse au jardinage, à l'agriculture et à l'élevage d'animaux domestiques. En 1491, elle acquiert une ferme à Waldenbuch et un jardin sous les murs du château de Stuttgart.
Après la mort d'Eberhard Ier en 1496, Barbara s'installe au château de Böblingen, où en 1501 elle acquiert un autre jardin. Elle maintient toute sa vie une correspondance avec la cour de Mantoue. Dans l'une de ses dernières lettres, elle exprime le désir de retourner dans son pays natal. Cependant, le souhait de la duchesse douairière n'est pas satisfait, et elle meurt le 31 mai 1503 à Böblingen à l'âge de 47 ans . Elle est enterrée dans un Frauenkloster dominicain de Kirchheim unter Teck. Une partie de son héritage revient à ses proches de Mantoue .
Barbara est immortalisée dans la célèbre peinture murale La Cour de Mantoue de 1474 d'Andrea Mantegna exposée sur le mur nord de La Chambre des Époux dans la tour nord-est du Castel San Giorgio à Mantoue. Le vitrail la représentant à l'Université de Tübingen a été réalisé à l'époque moderne et est issu de l'imagination de l'artiste. À Bad Urach, un lycée porte son nom .